# Aleksandra Mirosław
Aleksandra Mirosław (nacida como Aleksandra Rudzińska, Lublin, 2 de febrero de 1994) es una deportista polaca que compite en escalada, especialista en la prueba de velocidad.
Participó en dos Juegos Olímpicos de Verano, obteniendo una medalla de oro en París 2024, en la prueba de velocidad, y el cuarto lugar en Tokio 2020, en la prueba combinada.
Ganó cuatro medallas en el Campeonato Mundial de Escalada entre los años 2014 y 2021, y tres medallas en el Campeonato Europeo de Escalada, entre los años 2013 y 2022. En los Juegos Europeos de Cracovia 2023 consiguió una medalla de plata en la prueba de velocidad.

## Palmarés internacional
| Juegos Olímpicos   | Juegos Olímpicos        | Juegos Olímpicos  | Juegos Olímpicos |
| Año                | Lugar                   | Medalla           | Prueba           |
| ------------------ | ----------------------- | ----------------- | ---------------- |
| 2024               | París (Francia)         | Medalla de oro    | Velocidad        |
| Campeonato Mundial |                         |                   |                  |
| Año                | Lugar                   | Medalla           | Prueba           |
| 2014               | Gijón (España)          | Medalla de bronce | Velocidad        |
| 2018               | Innsbruck (Austria)     | Medalla de oro    | Velocidad        |
| 2019               | Hachioji (Japón)        | Medalla de oro    | Velocidad        |
| 2021               | Moscú (Rusia)           | Medalla de bronce | Velocidad        |
| Juegos Europeos    |                         |                   |                  |
| Año                | Lugar                   | Medalla           | Prueba           |
| 2023               | Tarnów (Polonia)        | Medalla de plata  | Velocidad        |
| Campeonato Europeo |                         |                   |                  |
| Año                | Lugar                   | Medalla           | Prueba           |
| 2013               | Chamonix (Francia)      | Medalla de plata  | Velocidad        |
| 2019               | Edimburgo (Reino Unido) | Medalla de oro    | Velocidad        |
| 2022               | Múnich (Alemania)       | Medalla de oro    | Velocidad        |